# Nagykőcse
Nagykőcse (románul: Checea, horvátul: Hrvatska Keča) község Romániában, a Bánságban, Temes megyében.

## Fekvése
Az Alföldön, a román–szerb határ szomszédságában, Zsombolyától közúton 15, légvonalban 10 km-re délkeletre fekvő település.

## Története
A falut 1470-ben Kewche néven említette először oklevél.
1472-ben Keche, 1482-ben Kewche, 1494-ben Kylsewkewche, 1806-ban Kécsa, 1888-ban Román-Kécsa, 1909-ben Horvátkécsa, 1913-ban Nagykőcse néven írták.
A 15. században Temes vármegyéhez tartozott és e század közepén Száti Balázs birtoka volt kinek utód nélküli halála után, 1470-ben, Dóczy László, Péter és Imre, továbbá Oláh Péter és Dési János kapták adományul.
1494-ben Csomboli Kasza Benedek, 1494-ben pedig a Kőcsei Nagy család volt a birtokosa.
A török hódoltság alatt is lakott maradt, az 1717. évi összeírásban a Temesvári kerület községei között volt, nyolc lakott házzal. Később azonban elpusztult, az 1723-1725. évi gróf Mercy-féle térképen már a lakatlan helyek között szerepelt, de az 1761. évi térképen már ismét lakott helyként van feltüntetve. Lakói ekkor már románok voltak. 1779-ben Torontál vármegyéhez csatolták.
A 18. század végén nagy pestisjárvány volt a településen.
1801-ben a zágrábi püspökség birtoka lett.
1910-ben 2478 lakosából 76 magyar, 167 német, 1376 román, 624 szerb, 162 cigány volt. Ebből 287 római katolikus, 2162 görögkeleti ortodox, 28 izraelita volt.
A trianoni békeszerződés előtt Torontál vármegye Csenei járásához tartozott.
A 2002-es népszámláláskor 1931 lakosa közül 1131 fő (58,8%) román, 539 (27,9%) cigány, 136 (7,0%) magyar, 55 (2,8%) szerb, 51 (2,6%) horvát, 16 (0,8%) német, 1 (0,05%) szlovák, 1 (0,05%) bolgár és 1 (0,05%) zsidó volt.
2004-ben vált ki Csene községből és szervezték önálló községgé.

## Külső hivatkozások
- Honlap Archiválva 2020. december 30-i dátummal a Wayback Machine-ben (románul)